# レッツ・フォール・イン・ラヴ
「レッツ・フォール・イン・ラヴ」 (Let's Fall in Love) は、1933年の映画『戀をしませう』 (原題： Let's Fall in Love) のために制作された楽曲。作曲：ハロルド・アーレン、作詞：テッド・ケーラー。
映画では、オープニングクレジットの間に聞かれ、後にアート・ジャレットとコーラス、そしてアン・サザーンによって歌われる 。
紹介時の大ヒットはエディ・デューチン（ボーカルはルー・シャーウッド）。
もともとの楽譜ではハ長調で、「適度に明るく」とテンポ表記されていた。ジャズスタンダードとしては、通常はミディアムスイングビートで演奏されることが多い。

## その他の録音
- エラ・フィッツジェラルド
- ナット・キング・コール
- シャーリー・バッシー
- アート・ガーファンクル
- リンダ・スコット
- フランク・シナトラ
- トニー・ベネット
- オスカー・ピーターソン
- ダイアナ・クラール
- ロッド・スチュワート
- レスター・ヤング